# Зоннебергская обсерватория
Зоннебергская обсерватория — профессиональная астрономическая обсерватория, основанная известным наблюдателем переменных звёзд Куно Хофмейстер в 1925 году в Зоннеберге, Тюрингия, Германия.

## Руководители обсерватории
- 1927—1968 — Куно Хофмейстер — основатель обсерватории
- 1986—1992 — de:Woldemar Götz
- 1992 — Hans-Jürgen Bräuer

## История обсерватории
Первый купол обсерватории был введен в эксплуатацию 28 декабря 1925 года. С 1930 года обсерватория являлась филиалом обсерватории Берлин-Babelsberg. Во время войны с 1940 года обсерватория работала для метеорологической службы Рейха, которая находилась под управлением военно-воздушных сил Рейха. После окончания Великой Отечественной войны обсерватория по репарации вынуждена была отдать 40-см астрограф одной из советских обсерваторий. С апреля 1946 года обсерватория стала частью Академии Наук ГДР. Зонненсбергская обсерватория участвовала в создании самого крупного телескопа в Германии: 2-метрового Шмидта в Обсерватория Карла Шварцшильда. После возведения Берлинской стены 13 августа 1961 года, обсерватория оказалась в зоне отчуждения. Это приостановило многие международные проекты в которых участвовала обсерватория. В 1969 году предполагалось закрытие обсерватории и роспуск её штата. Но этому помешал новый научный руководитель обсерватории de:Wolfgang Wenzel. После воссоединения Германии для обсерватории настал ещё один критический момент, так как она оказалась на балансе у правительства Тюрингии, на земле которой уже был более крупный ранее упоминавшийся 2-метровый телескоп. Зоннебергская обсерватория должна была быть закрыта в 1991 году. Но благодаря усилиям тогдашнего директора обсерватории она работала до 1994 года и затем её штат переехал в астрономический институт Тюрингии. В 1992 году Hans-Jürgen Bräuer и Клаус Гофмейстер, племянник Куно Гофмейстера, создали ассоциацию «Друзей Зоннебергской обсерватории» («Freunde der Sternwarte Sonneberg e. V.»). 9 ноября 1995 года обсерватория вновь открылась. С 1995 по 2003 года деньги на содержание обсерватории выделялись местными властями. Была реализована программа по оцифровке огромной стеклотеки обсерватории. В 1998 году в здании обсерватории так же была открыта музейная экспозиция.
В честь обсерватории был назван открытый в 1924 году астероид — (1039) Зоннеберга.

## Инструменты обсерватории
- 135-мм рефрактор (1926 год)
- Астрограф (D = 400 мм, F = 1600 мм) — с 1938 до 1945 года использовался как главный инструмент. В 1945 году передан в СССР вначале на Кучинскую астрофизическую обсерваторию, а с 1958 года перевезен в Крымскую лабораторию ГАИШ МГУ.
- два Кассегрена по 60-см
- 50-см телескоп Шмидта
- два астрографа 40-см (1960 и 1961 года)

## Направления исследований
- Переменные звезды: открытие, исследование, классификация
- Фотометрия: комет, метеоров, метеорных потоков
- Долгосрочные программы: «Плановые Зонненбергские площадки» (Патруль избранных полей с 1924 по 1995 год) и «Зоннебергский обзор» (Небесный патруль с 1996 по сегодняшний день)

## Основные достижения
- Открытие более 10 000 переменных
- Одна из крупнейших коллекций фотопластинок — вторая в мире (270 000 пластинок северного полушария, снятых за 70 лет работы обсерватории + 5000 пластинок южного неба)
- Открытие кометы C/1959 O1
- Несколько астероидов

## Известные сотрудники
- Куно Хофмейстер — открыл около 10 000 переменных звезд;
- Николаус Беньямин Рихтер — специалист по внегалактической астрономии.
- en:Eva Ahnert-Rohlfs
- en:Paul Oswald Ahnert
- de:Joachim Schubart